# T・J・イエーツ
テイラー・ジョナサン・イエーツ（Taylor Jonathan Yates、1987年5月28日- ）ジョージア州マリエッタ出身の元アメリカンフットボール選手。現在NFL・アトランタ・ファルコンズのコーチを務めている。現役時代のポジションはクォーターバック（QB）。

## 経歴

### 現役時代

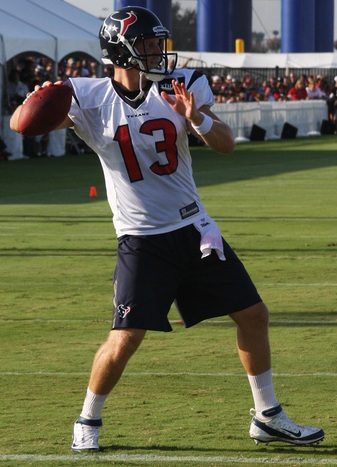
2011年、トレーニングキャンプでのイエーツ

アトランタ郊外の高校で彼はクォーターバックとパンターとしてプレーした。2005年にはアトランタ大都市圏の高校生のファーストチームに選ばれた。
ノースカロライナ大学では2007年から2010年までQBとしてプレーし2010年にはオール・アトランティック・コースト・カンファレンスに選ばれている。またパスの通算獲得ヤード、シーズン獲得ヤード、シーズントータルオフェンスで大学記録を作っている。
2011年のNFLドラフト5巡でヒューストン・テキサンズに指名されて入団した。第10週にマット・ショーブがシーズン絶望となる怪我を負い、第12週に第2QBのマット・ライナートが負傷したため、第2Q終盤から交代出場した。ライナートも故障者リスト入りすることとなったため、第13週のアトランタ・ファルコンズ戦に初先発することとなった。ファルコンズ戦ではアンドレ・ジョンソンへの50ヤードのパスをTDに結びつけるなど、チームは勝利し、第14週のシンシナティ・ベンガルズ戦ではパス44回中26回成功、300ヤード、2TD、1INT、残り2秒で逆転TDパスを決めて勝利、テキサンズのAFC南地区初優勝に貢献、NFL週間最優秀新人に選ばれた。翌週のカロライナ・パンサーズ戦ではパス30回中19回成功、212ヤード獲得ながら2INTを喫しチームは敗れた。第16週インディアナポリス・コルツにも敗れ、チームはホームアドバンテージ争いから後退した。最終週のテネシー・タイタンズ戦では第1Q途中左肩を脱臼、負傷退場したためジェイク・デロームがリリーフしたが、チームは地区優勝決定後3連敗でシーズンを終えた。シンシナティ・ベンガルズとのワイルドカードプレーオフでは、アンドレ・ジョンソンへの40ヤードのTDパスを決めるなど、パス159ヤード獲得、1TD、INTなしで勝利した。ボルチモア・レイブンズとのディビジョナルプレーオフではパス35回中17回成功、184ヤード、3INTを喫し13-20で敗れた。
2012年はジョン・ベック、ケイス・キーナムと控えQBの座を争い、開幕を第2QBで迎えた。
2013年、第6週のセントルイス・ラムズ戦でクリス・ロングにサックされた際に足を負傷したショーブに代わって出場したが2インターセプトを喫し、その内の1回はアレック・オグレツリーに98ヤードのリターンTDを許した。
2014年6月18日、アキーム・デントとのトレードでアトランタ・ファルコンズに移籍した。この年1試合に出場し、パス4本中3本成功、64ヤード、1INTの成績にとどまった。
2015年3月、ファルコンズと再契約を結んだ。10月27日にヒューストン・テキサンズに復帰した。
2015年10月27日、ボルチモア・レイブンズに移籍したライアン・マレットの代わりにヒューストン・テキサンズに復帰した。
2016年12月13日、マイアミ・ドルフィンズと契約した。
2017年4月10日、バッファロー・ビルズと契約した。その後、11月3日に再びヒューストン・テキサンズと契約し、このシーズン限りで引退。

### 引退後
2019年2月5日、テキサンズのオフェンシブアシスタントとしてコーチに就任する。シーズン後、アシスタントクォーターバックコーチに配置換えとなる。
2021年1月30日にファルコンズに移籍し、パッシングゲームアシスタントコーチに就任した。